# La Reine des elfes de Shannara
 (avril 2024).
Si vous disposez d'ouvrages ou d'articles de référence ou si vous connaissez des sites web de qualité traitant du thème abordé ici, merci de compléter l'article en donnant les références utiles à sa vérifiabilité et en les liant à la section « Notes et références ».
La Reine des elfes de Shannara est un roman de médiéval-fantastique écrit en 1992 par Terry Brooks. Il s'agit du troisième tome de la tétralogie L'Héritage de Shannara.

## Résumé des trois premiers chapitres
4470 : La reine des elfes Ellenroh Elessedil contemple la cité d'Arborlon. Cette ville a été transportée il y a plus de cent ans des quatre terres à l'île de Morrowindl. Loin de là, Wren Ohmsford et son ami Garth parcourent le rivage de La ligne de partage bleue à la recherche du royaume des elfes. Sur les contreforts des monts Irribis, ils retrouvent un village elfe abandonné. Ils décident d'y camper. A la nuit tombée, ils sont attaqués par un ombreur. Grâce au pouvoir des pierres elfiques, Wren parvient à détruire leur assaillant...

## Personnages principaux
- Wren Ohmsford, descendante de Jair Ohmsford.
- Garth vagabond muet, protecteur de Wren.
- Triss, capitaine des gardes du palais de la reine des elfes.
- Stresa, mélanchat.

## Éditions françaises
- 2006 : La Reine des elfes de Shannara, éditions Bragelonne, traduction de Rosalie Guillaume (format livre).
- 2007 : La Reine des elfes de Shannara, éditions Bragelonne, traduction de Rosalie Guillaume (format livre) - Nouvelle couverture.
- 2008 : La Reine des elfes de Shannara, éditions J'ai lu, traduction de Rosalie Guillaume (format poche).